# 대보 (관직)
대보(大輔)는 신라 초기의 최고 관직으로, 지금의 수상에 해당한다.
남해 차차웅이 석탈해를 임명한 것이 《삼국사기》신라본기에 기록되어 있다. 또한, 58년에는 탈해 이사금이 호공을 대보로 임명하였다.후에 관제가 확립됨에 따라 폐지되었다.